# Randall Leal
Pour les articles homonymes, voir Leal.
Randall Leal, né le 14 janvier 1997 à San José, est un footballeur international costaricien . Il joue au poste de milieu de terrain au D.C. United en MLS.

## Biographie

### Carrière en club
Il débute en 2013 avec le Belén FC (es). Puis, en février 2015, il part en Belgique en signant avec le KV Malines, mais il n'a pas réussi à arracher une place de titulaire. Il n'a joué que 19 matchs au total en trois saisons.
Le 13 août 2018, il revient au pays, où il signe avec le Deportivo Saprissa, avec lequel il a remporté la Ligue de la CONCACAF 2019.
En novembre 2019, il remporte avec cette équipe la Ligue de la CONCACAF, en battant le club hondurien du FC Motagua en finale.
En 2020, il part en MLS avec le Nashville SC.
Le 28 octobre 2021, il se met en évidence en étant l'auteur d'un doublé en MLS, sur la pelouse du FC Cincinnati (victoire 3-6 à l'extérieur). Il inscrit cette année là un total de huit buts lors de la saison régulière de MLS.

### Carrière internationale
Avec les moins de 20 ans, il participe au championnat de la CONCACAF des moins de 20 ans en 2017. Lors de cette compétition organisée dans son pays natal, il joue cinq matchs. Il se met en évidence en marquant trois buts : contre Trinité-et-Tobago, les Bermudes, et le Panama. Quelques semaines plus tard, il dispute la Coupe du monde des moins de 20 ans qui se déroule en Corée du Sud. Lors du mondial junior, il joue quatre matchs. Il inscrit un but lors des huitièmes de finale face à l'Angleterre, mais ne peut empêcher la défaite de son équipe, 2-1.
Il joue son premier match avec le Costa Rica le 7 septembre 2018 contre la Corée du Sud en amical, en entrant à la 57e minute de la rencontre à la place d'Elías Aguilar.
Il participe ensuite à la Gold Cup 2019 organisée conjointement par les États-Unis, le Costa Rica et la Jamaïque. Il joue trois matchs lors de ce tournoi, qui voit le Costa Rica s'incliner en quart face au Mexique, après une séance de tirs au but.
Il participe ensuite à la Ligue des nations de la CONCACAF 2019-2020. Lors de cette compétition, il délivre une passe décisive contre Curaçao en novembre 2019. Son équipe de classe quatrième du tournoi, en étant battue par le Honduras lors de la "petite finale", après une séance de tirs au but.

## Palmarès
Deportivo Saprissa
- Vainqueur de la Ligue de la CONCACAF en 2019

 Nashville SC
- Finaliste de la Leagues Cup en 2023